# Edd Cartier
Edward Daniel Cartier (North Bergen, Nueva Jersey, 1 de agosto de 1914 – Ramsey (Nueva Jersey), 25 de diciembre de 2008), conocido profesionalmente como Edd Cartier, fue un ilustrador estadounidense, que estaba especializado en revistas pulp de ciencia ficción y fantasía.

## Biografía
Después de su graduación en el Instituto Pratt en 1936, los dibujos de Cartier fueron publicados en las revistas de Street and Smith, como The Shadow, a la que contribuyó con muchas ilustraciones interiores, y en las revistas editadas por John W. Campbell, Jr. como Astounding Science Fiction, Doc Savage Magazine y Unknown. Trabajos posteriores aparecieron en Planet Stories y Fantastic Adventures.
Cartier sirvió en la Segunda Guerra Mundial y fue herido de gravedad en la Batalla de las Ardenas. Volvió a los Estados Unidos y asistió al Instituto Pratt de nuevo gracias al G.I. Bill, recibiendo una Licenciatura en Bellas Artes en 1953. En los años de posguerra, continuó haciendo dibujos para Astounding así como Gnome Press y Fantasy Press. 
Sin embargo, los bajos salarios por tales ilustraciones llevaron a Cartier a trabajar como dibujante para una empresa de ingeniería durante la década de 1950. Trabajó durante más de 25 años como director de arte en Mosstype, un fabricante de Waldwick, Nueva Jersey, especializado en maquinaria de impresión.
Cartier moriría a los 94 años el 25 de diciembre de 2008 en su casa de Ramsey, New Jersey.

## Premios y distinciones
En 1992, Cartier fue premiado con el Premio World Fantasy a toda una carrera. En 1996 y 2001, fue nominado a los Premios Retro Hugo por sus trabajos entre 1945 y 1951.